# Симка
Симка (на френски: Simca и SIMCA, съкратено от Société Industrielle de Mécanique et Carrosserie Automobile) е бивш френски автомобилен производител, основан през 1934 г. като подразделение на Фиат. Марката, бивша собственост на Крайслер и после на Пежо, е изоставена през 1980 година. Понастоящем тя е част от активите на PSA Пежо-Ситроен.

## История
Историята на марката е доста сложна. Първоначално Симка е подразделение на Фиат, което произвежда автомобили по лиценз, но впоследствие има кратък период на независимост. След това Симка изкупува френското подразделение на Форд, а компанията става все по-контролирана от Крайслер Груп. През 1970 година е придобита от Крайслер Европа (Chrysler Europe). През 1978 година, Крайслер продава своите европейски клонове на PSA, които заменят марката Симка с Талбот (Talbot).
През по-голямата част от нейната следвоенна история Симка е била една от най-големите автомобилни производители и най-известните автомобилни марки във Франция. Simca 1100 за известен период от време е най-добре продаваният автомобил във Франция, докато Simca 1307 и Simca Horizon печелят наградата Автомобил на годината (European Car of the Year) през 1976 и 1978 съответно. Автомобили с марката Симка също са произвеждани в Бразилия и в Испания, а също и сглобявани в Чили, Колумбия и Холандия по време на управлението на Крайслер.
От Пежо решават да наблегнат над марките Пежо и Ситроен и да извадят Симка от употреба и от началото на 1980-те години автомобилите започват да се продават с марката Талбот, която също бива премахната през 1986 с едно изключение – Талбот Експрес, който се произвежда до 1992 година.
В България най-срещаният модел Симка е Aronde P60. Сега този модел има колекционерска стойност. Интересен факт, свързан със Симка е, че Москвич Алеко е с дизайн, силно наподобяващ на модела Симка 1307 и най-вероятно руснаците са се повлияли от дизайна на този модел.
Любопитен факт е, че две автомобилни компании, които са били собственици на Симка – Фиат и Крайслер през 2009 година подписаха споразумение за сътрудничество.

### Simca Aronde
Основна статия: Simca Aronde
Simca Aronde е компактен автомобил, произвеждан от 1951 до 1964 година.

### Пежо 309
Основна статия: Пежо 309
Пежо 309 е последната разработка на Симка. Първоначално моделът е трябвало да излезе с марката Талбот като Talbot Arizona, обаче от PSA предпочитат да премахнат Талбот като марка и автомобилът бива представен като Пежо. Пежо 309 се предлага с мотори на Симка до октомври 1991 година, когато те са заменени от мотори на Пежо.

## Галерия
- Simca Aronde P60
- Simca Vedette Beaulieu
- Simca Chambord
- Simca 1200 S (1967-1971)
- Simca Vedette beaulieu модел 1960 г.